# Fred Glover
Fred Glover, all'anagrafe Frederick Austin Glover (Toronto, 5 gennaio 1928 – Hayward, 16 agosto 2001), è stato un hockeista su ghiaccio, allenatore di hockey su ghiaccio e dirigente sportivo canadese che giocò ed allenò in NHL e AHL in particolare con la maglia dei Cleveland Barons. Era fratello maggiore di Howie Glover, anch'egli giocatore di hockey professionista.

## Carriera

### Giocatore
Glover iniziò a giocare ad hockey nella città natale di Toronto per poi giocare nei campionati giovanili della OHA e negli Stati Uniti ad Omaha. Nel 1948 a ventuno anni di età firmo il primo contratto da professionista entrando a far parte dell'organizzazione dei Detroit Red Wings. Nelle quattro stagioni successive giocò soprattutto nel farm team in AHL degli Indianapolis Capitals, conquistando la prima Calder Cup della propria carriera nel 1950. Pur senza prendere parte ai playoff decisivi Glover conquistò con i Red Wings la Stanley Cup nella stagione 1951-52.
Nella prima parte della stagione 1952-53 Glover vestì le maglie dei Chicago Blackhawks in NHL e dei St. Louis Flyers in AHL. Nel gennaio del 1953 si trasferì definitivamente ai Cleveland Barons, formazione con cui sarebbe rimasto per quindici anni divenendone inoltre uno dei simboli. Con la maglia dei Barons conquistò quattro Calder Cup (tre da giocatore e una da allenatore), tre Les Cunningham Award come MVP della stagione regolare e due John B. Sollenberger Trophy, premio assegnato al miglior capocannoniere. Al momento del ritiro nel 1968 Glover deteneva tutti i record della AHL per numero di gol, assist, punti totali e minuti di penalità raccolti.

### Allenatore
Dal 1962 fino al 1968 Glover oltre a giocare svolse le funzioni di capo allenatore dei Barons. Nella stagione 1968-69 si trasferì in NHL assumendo la guida degli Oakland Seals. Alla sua prima esperienza nella massima lega nordamericana Glover fu premiato da The Sporting News con il titolo di allenatore dell'anno dopo aver migliorato di 22 punti il bottino dei Seals rispetto alla loro stagione d'esordio.
Tuttavia le prestazioni nelle stagioni successive non garantirono a Glover di rimanere sulla panchina dei Seals; fu esonerato infatti dopo sole tre partite nell'autunno del 1971. Poche settimane più tardi Glover divenne il primo allenatore della NHL ad aver guidato due franchigie nello stesso anno guidando i Los Angeles Kings dopo il licenziamento di Larry Regan. Dal 1972 fino al febbraio del 1974 ritornò nuovamente a Oakland alla guida dei Seals.
Glover vinse in totale cinque Calder Cup, record assoluto condiviso solo con Bob Solinger, Les Duff e Mike Busniuk. Nell'agosto del 2001 Glover morì in seguito a un cancro nella sua casa di Hayward in California. Nel 2006 fu fra i primi ad entrare nella AHL Hall of Fame. Per il suo contributo per l'hockey a Cleveland la sua maglia numero 9 è stata ritirata dai Lake Erie Monsters.

## Palmarès

### Giocatore

#### Club
- Stanley Cup: 1

Detroit: 1951-1952
- Calder Cup: 4

Indianapolis: 1949-1950
Cleveland: 1952-1953, 1953-1954, 1956-1957

#### Individuale
- AHL Hall of Fame: 1

2006
- John B. Sollenberger Trophy: 2

1956-1957 (99 punti), 1959-1960 (107 punti)
- Les Cunningham Award: 3

1959-1960, 1961-1962, 1963-1964
- AHL First All-Star Team: 5

1950-1951, 1954-1955, 1956-1957, 1959-1960, 1961-1962
- AHL Second All-Star Team: 2

1957-1958, 1963-1964

### Allenatore

#### Club
- Calder Cup: 1

Cleveland: 1963-1964